# 火星人 (六星占術)
| 星人                                                |
| --------------------------------------------------- |
| 土星人 - 金星人 - 火星人 天王星人 - 木星人 - 水星人 |
| その他                                              |
| 殺界                                                |
| 関連項目                                            |
| 細木数子 - 番組                                     |

火星人（かせいじん）とは六星占術であらわれる生年月日の一群。甲申・乙酉・丙戌・丁亥・戊子・己丑・庚寅・辛卯・壬辰・癸巳の干支の日に生まれたものをいう。
通常天干と地支との関係は天干を尊重するべき建前であり、地支はあくまでそれを支える存在である。しかしこの生日の場合十方暮の日にあたり、地支が天干を剋害する関係になる。
六星占術では「水守の星」とされているが、以下各生日干支ごとに説明する。

## 甲申
日干が甲（きのえ）であり地支の申は庚または壬・戊である。日干からみて地支に偏官があるので、本来配偶者がある位置に夫以外の男がいると読める。偏官があるときは、食神の制、印の化を要する。
達成とされる子・丑には印綬の癸が蔵干として内蔵されており、まさに用神といえる。また偏官は情夫ともいえるので性的に激しい事象が起きやすい。

### 霊合星人の場合
生年に午・未のいずれかがあるときは、年支に傷官があるともいえる。この場合印綬は用を成さない。日支の偏官を傷官で抑える形であり、配偶者と紛争・訴訟になりやすい。水星人と同様、家庭、配偶者に執着しない人生を送る方が適している。

## 丙戌
通常丙火は太陽にたとえられ、通根の地支を一つ持てば官殺（正官・偏官）を恐れない。しかし本干支は地支が戌であり、丙から見ると十二運は墓に当たる。
また戌は蔵干が戊土食神に当たるので、日干はかなり弱い。おおむね従格に当たる場合が多い。すなわち酉・申の地支が揃うと、申・酉・戌の西方の金で従財格になるし、丑・巳・酉の三地支が揃っても金局全会して従財格になる。丑・辰などの地支が多いと食神・傷官ばかりとなるので従児格になる。
なお、子支が達成となるのは概して丙（心臓）と壬（腎臓）との関係（湖輔映）が実現するからである（武田考玄による）。

### 霊合星人の場合
年支に午、未がある場合であり、丙は弱くない。逆に日干が旺強に過ぎることも発生する。水星人同様、財産争い、近親との別離といった結果になりやすい。

## 丁亥
これも日干の丁が亥には連絡がない。このため有力な根となる午・未の地支がないと従格になる。例として、秋生まれなら従勢格。冬生まれなら従殺格となる。また春生まれで他の天干に壬水が透干すると、丁・壬が干合して乙亥日になる。

### 霊合星人の場合
年支に午・未の有力な根がある以上従格ではない。特に未支があると亥・未が半会するので、暗に印綬を形成する。ここに財星があれば月令が偏印にして財を見る形になり、自立創業の力があると見る。

## 癸巳
陰干として至弱の癸水が巳の猛火の上に立つ。巳に庚金の水源を持つのは良いが、丙火に抑えられ力は弱い。巳・酉・丑の金局全開があれば印綬になるが、子の劫財も身財両停を得るのでまた良い。概して財があれば印綬・偏印を歓迎する。

### 霊合星人の場合
年支に午、未があると巳・午・未の南方の火を形成する。ここでは従財格となり食神・傷官の甲・乙をよしとする。従財は婦人・部下・補佐役などに恵まれるといわれ、事業を起こす水星人の運勢そのものとなる。
また戊土が透干していると戊・癸が干合して丁巳日に化すともいわれ、ここでも水星人と同様になる。

## 概論
火星人は日干と地支との連絡が弱い。このため日干を保護する印綬が必要であるが、時には偏印が用になる場合もある。偏印は極端で偏った才能という特性になり、水商売で生計を立てることになる。
また子・丑の地支も水行に属しており「水守の星」ともいえる。